# Sveriges sju underverk

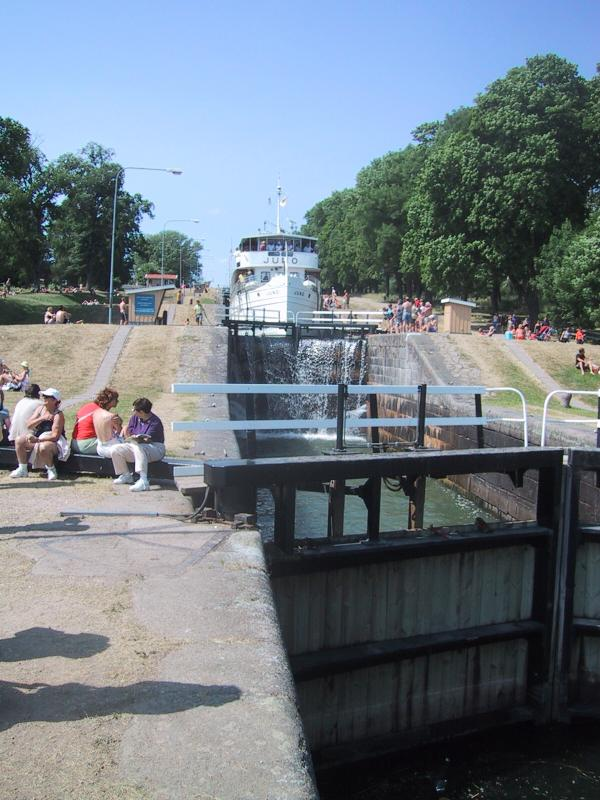
Göta kanal.

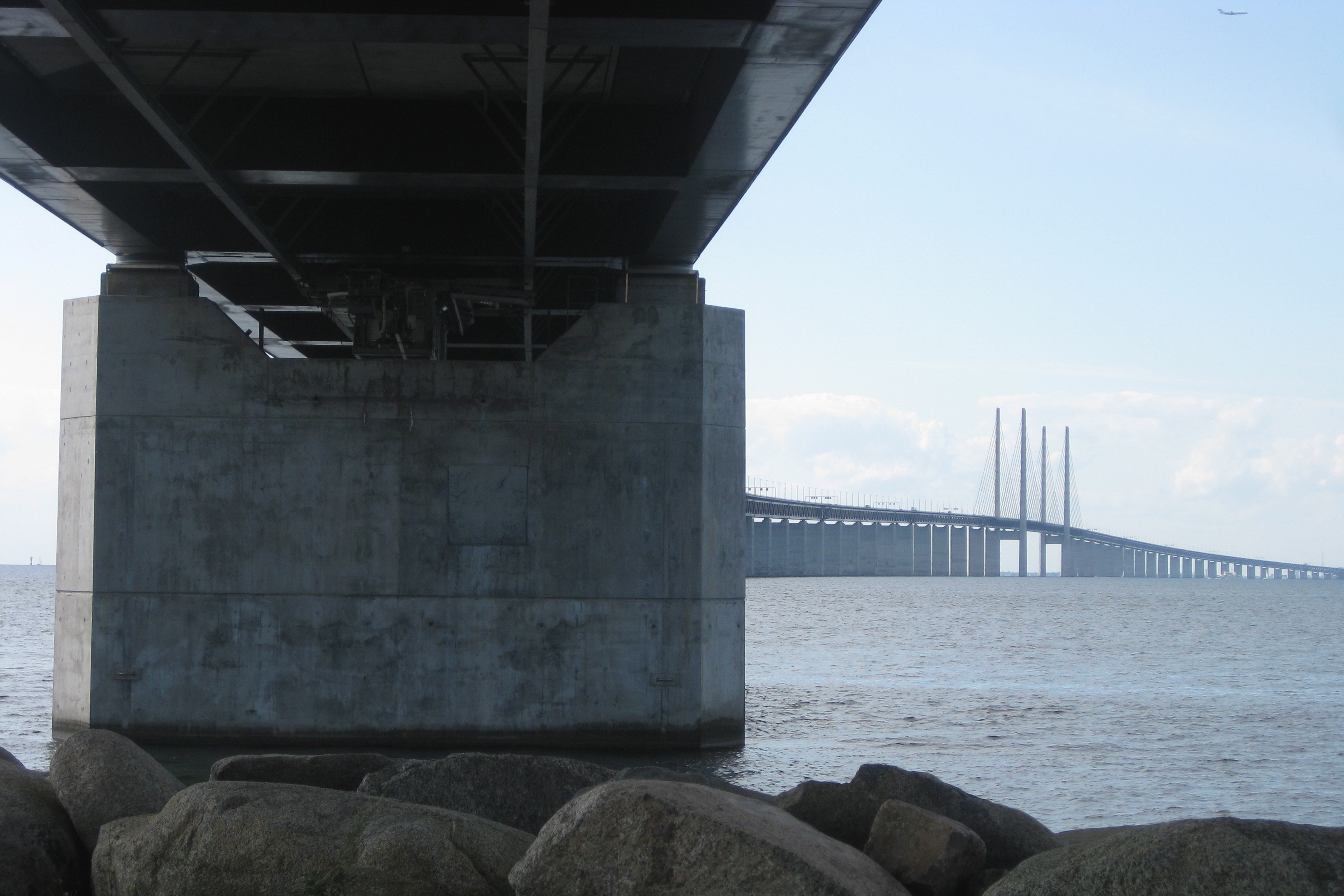
Öresundsbron.

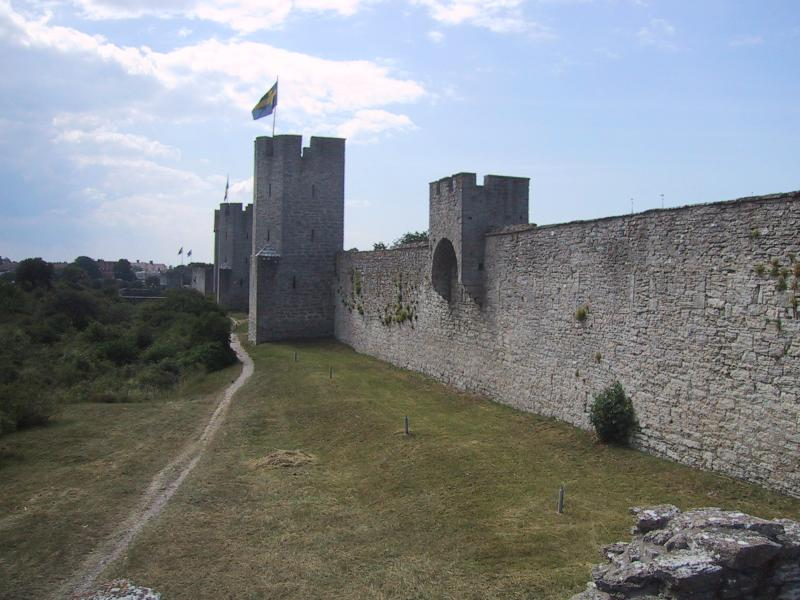
Visby ringmur.

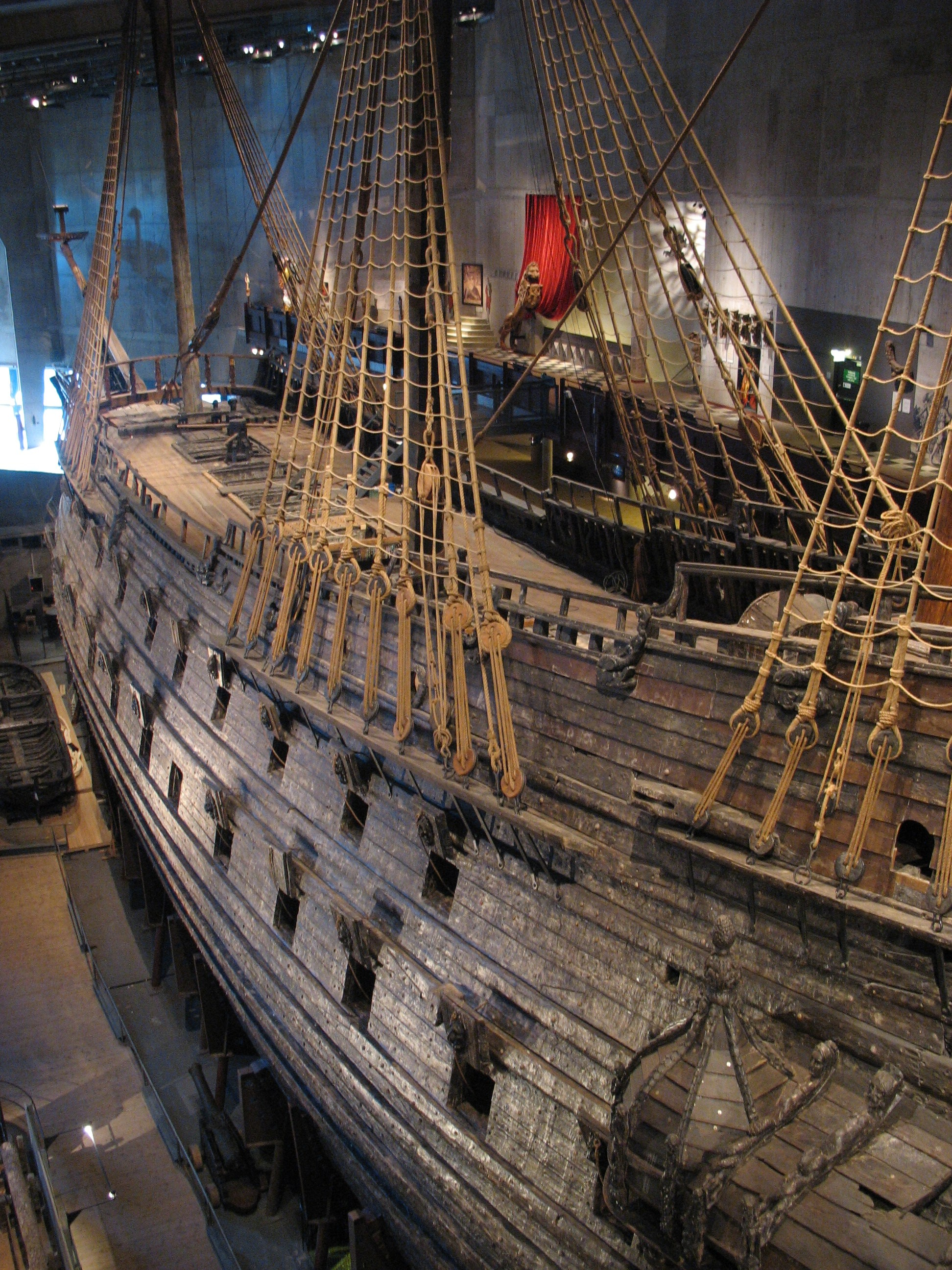
Regalskeppet Vasa.

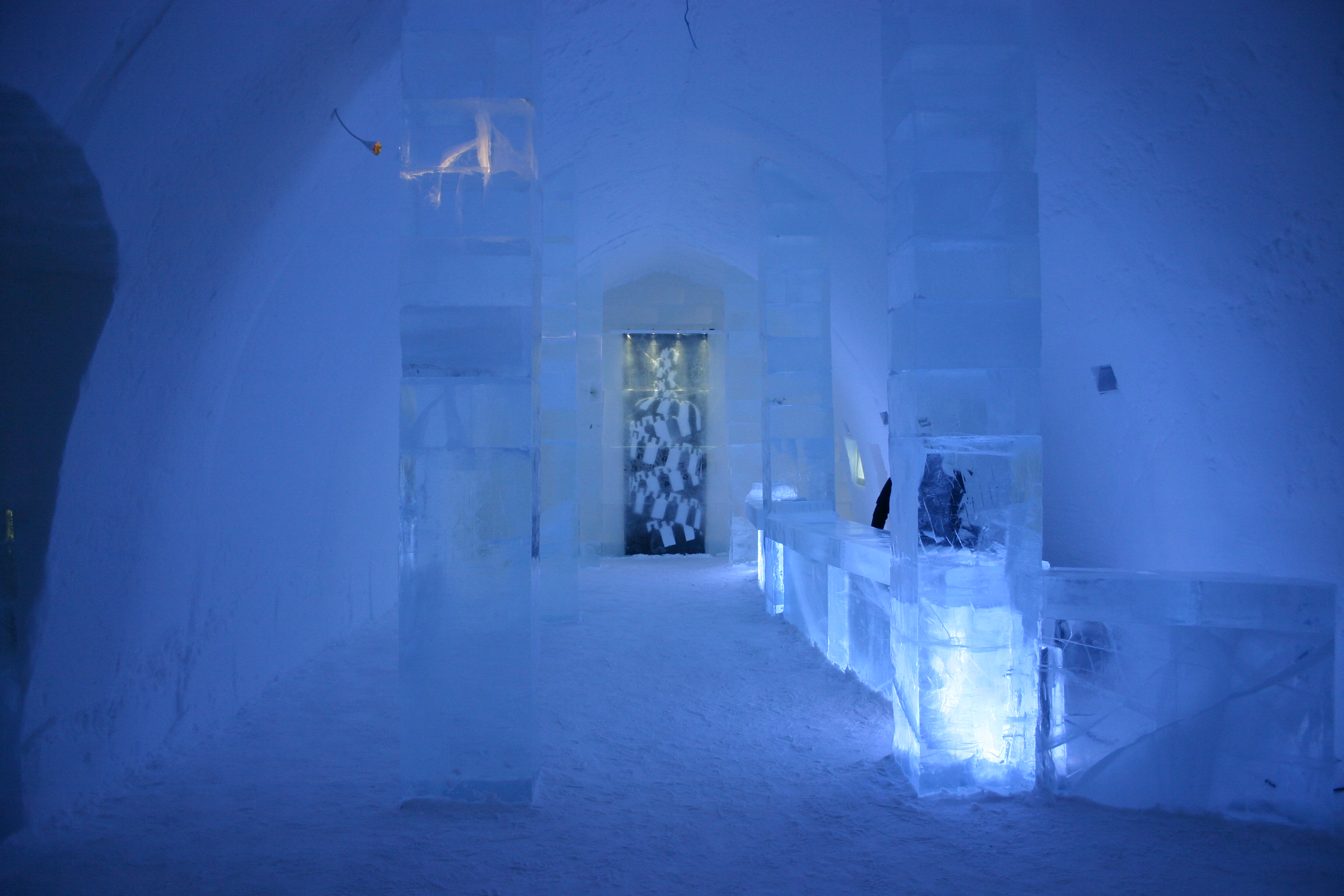
Ishotellet i Jukkasjärvi.

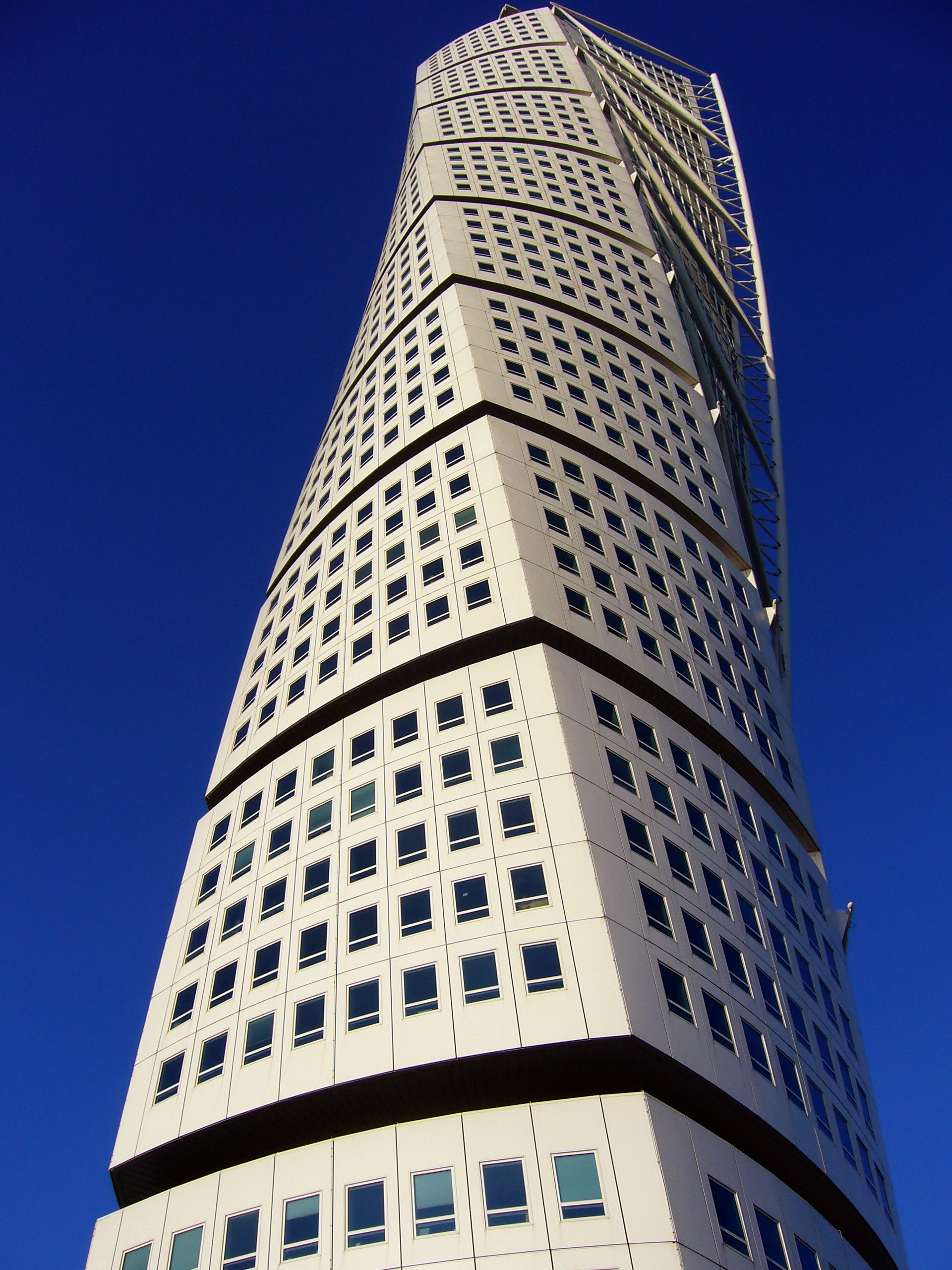
Turning Torso.

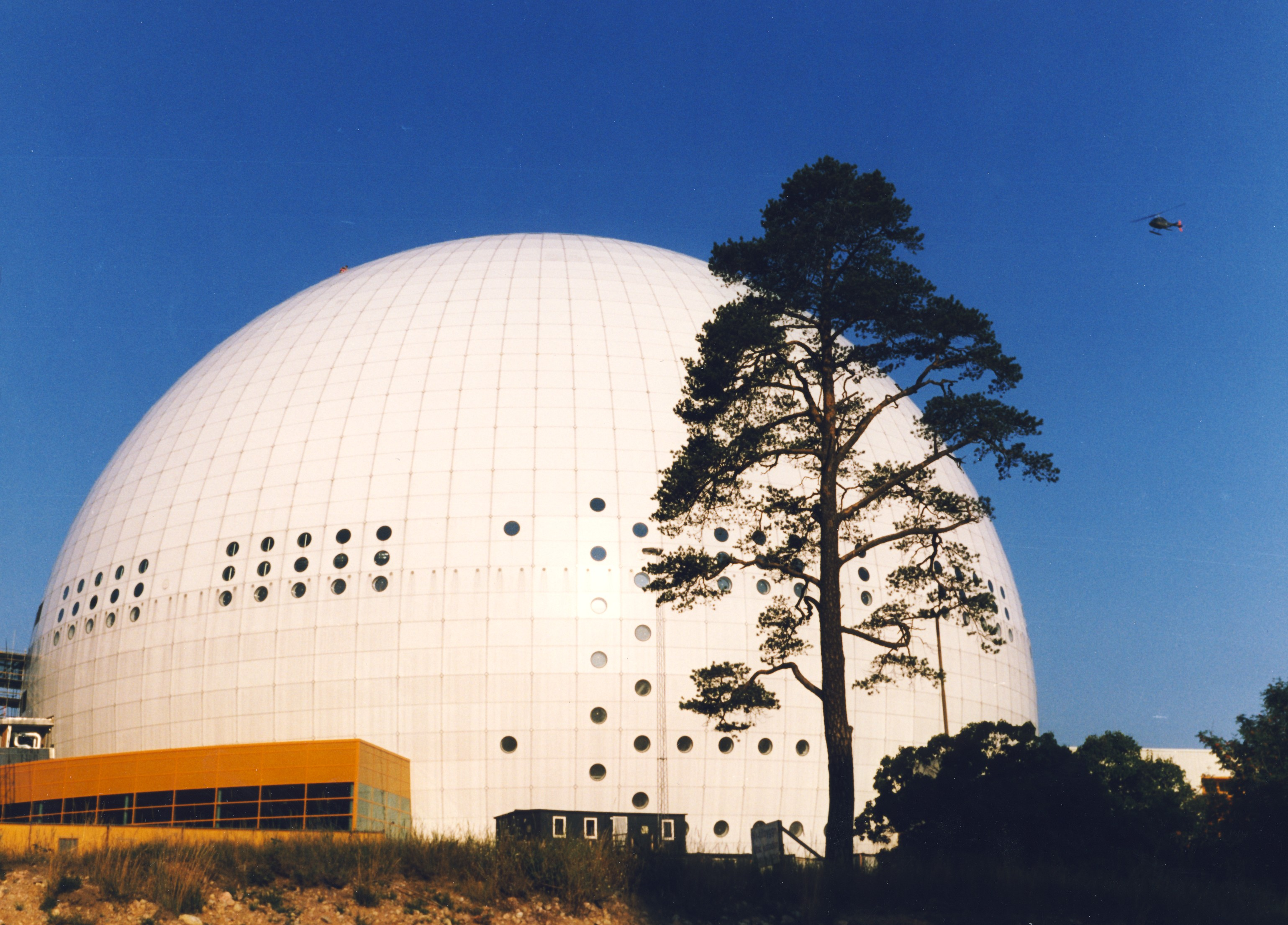
Globen.

Sveriges sju underverk, alltså Sveriges sju märkvärdigaste byggnadsverk, har utsetts vid minst två tillfällen, båda under 2007. Den första var en omröstning som anordnades av Vetenskapsradion Historia i Sveriges Radio P1 under tre veckor i maj 2007. Radiolyssarna fick via vykort och e-post rösta på 21 nominerade kandidanter. Den andra anordnades av Aftonbladet mellan den 8 juli och 9 juli 2007 och man kunde bland annat rösta via deras webbplats, Aftonbladet.se. Den 10 juli presenterades resultatet bland annat på Aftonbladets webbplats.
Utöver dessa omröstningar höll tidningen Betong en omröstning där de skulle utse Sveriges sju underverk som var gjorda av betong. Vinnarna utsågs vid en gala på Berns salonger den 10 september 2008.

## Aftonbladets sju svenska underverk
Mer än 80 000 röstade och listan fick följande sju underverk (i ordningen som de röstats fram).
- Göta kanal (populärast med mer än 50% av rösterna)
- Visby ringmur
- Regalskeppet Vasa
- Ishotellet i Jukkasjärvi
- Turning Torso
- Öresundsbron
- Globen

De övriga kandidaterna var: Kirunagruvan, Ales stenar, Läckö slott, Drottningholms slott, Högakustenbron, Kalmar slott, Uppsala domkyrka, Inlandsbanan, E4, Ölandsbron, Varbergs fästning, Vadstena kloster, Rökstenen, Feskekörka, Varnhems klosterkyrka, Skara domkyrka, Trollhätte kanal, Kulturhuset i Ytterjärna, Habo kyrka, Kaknästornet, Lunds domkyrka, Stockholms stadion och Karlsborgs fästning.

## P1:s sju svenska underverk
Nära 4 000 röster lämnades in i omröstningen och den listan fick följande sju underverk:
- Göta kanal (populärast med 20% av rösterna)
- Ales stenar
- Malmö moské
- Lunds domkyrka
- Karlskrona
- Visby ringmur
- Hällristningsområdet i Tanumshede

Övriga kandidater var: Kiviksgraven, Glimmingehus, Älvsborgs fästning, Rökstenen, Alsnöhus, Regalskeppet Vasa, Stockholms stadion, Vaxholms fästning, Gamla Uppsala, Sala silvergruva, Gammelstads kyrkstad, Vattenkraftverket i Porjus, Kiruna, Malmbanan mellan Luleå-Narvik.
Första försöket till en modern svensk förteckning i stil med den klassiska listan på Världens sju underverk genomfördes drygt en månad innan projektet Världens sju nya underverk skulle avsluta sin omröstning för att i Lissabon den 7 juli 2007 presentera en nutidslista över världens sju underverk.

## Tidskriften Betongs Sveriges sju underverk i betong
Ett 100-tal kandidater föreslogs av från tidskriften Betongs läsare, dessa decimerades dock till 21 av en jury. Efter detta fick vem som helst rösta på tidningens hemsida. Drygt 3 000 personer röstade fram följande sju svenska underverk gjorda av betong.
- Öresundsförbindelsen
- Sandöbron
- Turning Torso
- Arlandatornet
- Svampen, Örebro
- Nya Svinesundsbron
- Kaknästornet

Övriga kandidater var: Skissernas museum, Uppsala Business Park, Dunkers kulturhus, Årstabron, VillAnn, Skurubron, Myrstedts matthörna, Götatunneln, Berwaldhallen, Stockholms tunnelbana, Concrete, Västerortskyrkan, Gävle krematorium och Villa Gadelius.